# Koharu Kusumi
Koharu Kusumi (japonsky 久住 小春, Kusumi Koharu), narozena 15. července 1992 v Nagaoka, prefektura Niigata, Japonsko) je j-popová japonská zpěvačka a herečka, která účinkuje v rámci Hello! Project. Ve skupině Morning Musume patřila do „sedmé generace“ členek. Při jejím debutu jí bylo pouhých dvanáct let, takže byla nejmladší debutová sólistka v Hello! Project. Před přijetím do Morning Musume byla kapitánkou školního volejbalového týmu. Známá také jako Miracle-čan nebo Koha-čan nadabovala anime Kirarin Revolution. K tomuto anime také nazpívala veškeré úvodní a závěrečné písně. Koharu Kusumi je členkou pěveckých skupin Kira Pika a Milky Way, složených ze zpěvaček, které dabovaly jednotlivé postavy v Kirarin Revolution. Skupinu opustila 6.12.2009 a věnuje se modelingu.

## Diskografie
Následující singly a alba jsou vydávány pod uměleckým jménem Kirari Cukišima starring Koharu Kusumi (Morning Musume) (japonsky 月島きらり starring 久住小春(モーニング娘。))

### Singly
| #  | Datum vydání     | Název                                    |
| -- | ---------------- | ---------------------------------------- |
| 1. | 12. červen 2006  | Koi Kana (恋☆カナ)                       |
| 2. | 25. říjen 2006   | Balalaika (バラライカ)                   |
| 3. | 2. květen 2007   | Happy (Happy☆彡)                         |
| 4. | 7. listopad 2007 | Chance! (チャンス！)                     |
| 5. | 16. červen 2008  | Papancake (パパンケーキ)                 |
| 6. | 4. únor 2009     | Hapi Hapi Sunday! (はぴ☆はぴ サンデー！) |

### Alba a mini-alba
| #  | Datum vydání      | Název                                                                                       |
| -- | ----------------- | ------------------------------------------------------------------------------------------- |
| -  | 18. říjen 2006    | Kirarin Revolution Song Selection (きらりん☆レボリューション ソング・セレクション)          |
| 1. | 28. únor 2007     | ☆☆☆ (Micuboši) (☆☆☆(みつぼし)                                                               |
| -  | 12. září 2007     | Kirarin Revolution Song Selection Vol. 2 (きらりん☆レボリューション・ソング・セレクション2) |
| 2. | 19. prosinec 2007 | Kirarin Land (きらりん☆ランド)                                                              |
| 3. | 17. prosinec 2008 | Kirari to Fuju (きらりとふゆ)                                                               |
| -  | 11. březen 2009   | Best Kirari (ベスト☆きらり)                                                                 |